# Jurij Avruckij
Jurij Panteleevič Avruckij (in russo Юрий Пантелеевич Авруцкий?, angl. Yuri Panteleyevich Avrutskiy; Vernoje, 9 maggio 1944 – Mosca, 29 gennaio 2009) è stato un calciatore sovietico, di ruolo attaccante.

## Carriera

### Club
Inizia la sua carriera professionista al Vympel Kaliningrad, trasferendosi alla Dinamo Mosca nel 1963. Gioca due partite nel campionato sovietico vinto dalla Dinamo Mosca, risultando anch'egli tra i vincitori. Dal 1964 viene impiegato con più frequenza, riuscendo a segnare 11 reti nel campionato del 1966, sua miglior prestazione durante la carriera. Nel 1967 Avruckij vince la Coppa dell'URSS battendo in finale il CSKA Mosca per 3-0. Nei tornei del 1969 e del 1970 mette a segno 9 reti. Nello stesso anno conquista una seconda coppa nazionale contro la Dinamo Tbilisi (2-1), risultando tra i protagonisti della competizione con 4 gol in 6 incontri. Nel 1971 passa allo Shakhtar Donetsk e si trasferisce al Neftchi Baku per la prima parte della stagione 1972. Ritornato a Donetsk nella seconda metà dell'annata, appende gli scarpini al chiodo alla fine del 1972.
Vanta 174 presenze e 46 gol nella massima divisione sovietica, 16 incontri e 7 reti nella coppa sovietica, 54 partite e 22 marcature nelle competizioni internazionali per un totale di 244 presenze e 75 reti con la maglia della Dinamo Mosca.

## Palmarès

### Club

#### Competizioni nazionali
- Vysšaja Liga: 1

Dinamo Mosca: 1963
- Kubok SSSR: 2

Dinamo Mosca: 1967, 1970